# Edward F. Moore
Edward Forrest Moore (ur. 23 listopada 1925 w Baltimore, Maryland, zm. 14 czerwca 2003 w Madison, Wisconsin) – amerykański matematyk, jeden z twórców teorii automatów.

## Życiorys
Podczas II wojny światowej zaciągnął się do marynarki wojennej.
W 1947 roku uzyskał tytuł licencjata na Virginia Polytechnic Institute, a w 1950 doktorat z matematyki na Brown University. W latach 1950–1951 pracował nad projektem komputera elektronicznego (ILIAC) na Uniwersytecie Illinois. Od 1951 do 1956 roku pracował w Bell Telephone Laboratories w Chatham w stanie New Jersey. Był również profesorem wizytującym na Massachusetts Institute of Technology (MIT) i wykładowcą wizytującym na Uniwersytecie Harvarda w latach 1961–1962. W 1966 roku Moore, wraz z rodziną, przeprowadził się do Madison, gdzie pracował jako profesor matematyki i informatyki na Uniwersytecie Wisconsin do czasu przejścia na emeryturę w 1985 roku.
29 lipca 1950 roku ożenił się z Elinor Constance Martin. Miał trzy córki, Nancy, Shirley i Marthę.

## Praca naukowa
Był jednym z twórców teorii automatów. Wprowadził Automaty Moore’a, rodzaj automatu skończonego. Jego artykuł „Gedanken”, który ukazał się w Annals of Mathematics w 1956 roku, wraz z jego pracą nad teorią obwodów, dał początek nowemu obszarowi badawczemu. Zaproponował też inną formę uniwersalnej maszyny Turinga.